# Pamela Faber Benítez
Pamela Faber Benítez (* 1950, USA) ist eine US-amerikanisch-spanische Linguistin und Übersetzungswissenschaftlerin.

## Leben
Von 1967 bis 1971 studierte Faber Benítez an der University of North Carolina in Chapell Hill, USA, welches sie mit einem Bachelor of Arts abschloss. Zwischen 1973 und 1978 absolvierte sie ein weiteres Studium im Fach Englische Sprache und Literatur in Granada, Spanien. Im Jahr 1980 ging sie nach Paris an die Sorbonne (Paris IV) und schloss dort 1982 ein weiterführendes Linguistikstudium mit Diplom ab. Anschließend kehrte sie für Lehrtätigkeiten an die Universität Granada zurück, wo sie im Jahr 1986 ihren Doktortitel im Fach Englische Sprache und Literatur erhielt. Seit 2001 ist sie als ordentliche Professorin in der Abteilung für Übersetzen und Dolmetschen an der Universität Granada tätig.

## Forschungsschwerpunkte
- Terminologie
- Lexikografie
- kognitive Semantik
- Translatologie[2]

Faber Benítez hat sich vor allem durch ihren Beitrag zum funktional-lexematischen Modell im Bereich der Lexikografie sowie durch das von ihr entwickelte Konzept der Frame-Based Terminology einen Namen gemacht.

## Publikationen (Auswahl)
- Faber, Pamela (Hrsg.): A Cognitive Linguistics View of Terminology and Specialized Language. Mouton De Gruyter, Berlin, Boston 2012. (ISBN 978-3-11-027720-3).
- Faber, Pamela, Pilar León Araúz, and Juan Antonio Prieto Velasco: Semantic Relations, Dynamicity, and Terminological Knowledge Bases. In: Current Issues in Language Studies 1 (2009):1-23.
- Faber, Pamela, Pilar León Araúz, Juan Antonio Prieto Velasco, and Arianne Reimerink: Linking Images and Words: the description of specialized concepts. In: International Journal of Lexicography 20, no. 1 (2007): 39-65.
- Faber, Pamela, Silvia Montero Martínez, María Rosa Castro Prieto, José Senso Ruiz, Juan Antonio Prieto Velasco, Pilar León Araúz, Carlos Márquez Linares, and Miguel Vega Expósito: Process-oriented terminology management in the domain of Coastal Engineering. Terminology 12, no. 2 (2006): 189-213.
- Faber, Pamela, Carlos Márquez Linares, and Miguel Vega Expósito: Framing Terminology: A Process-Oriented Approach. Meta: Translators’ Journal 50, no. 4 (2005).
- Faber, Pamela, and Catalina Jiménez Hurtado: Traducción, lenguaje y cognición. Comares, Granada 2004. (ISBN 9788484448945)
- Faber, Pamela, and Catalina Jiménez Hurtado: Investigar en terminología. Comares, Granada 2002. (ISBN 9788484446323)
- Faber, Pamela, and Ricardo Mairal Usón: Constructing a Lexicon of English Verbs. Mouton de Gruyter, Berlin 1999. (ISBN 9783110164169).